# Арбатнот, Мариот
Арба́тнот, Мариот (англ. Mariot Arbuthnot; 1711 — 31 января 1794) — британский адмирал и колониальный чиновник, участник Семилетней войны и Американской войны за независимость, во время которой поднялся до командования Североамериканской станцией.
Родился в 1711 году в Веймуте, сын Роберта и Сары Арбатнот, урождённой Бюри, внук священника в приходе Крайтон и Кренстон. Поступил на флот мичманом в конце 1720-х годов. В 1739 году произведен в лейтенанты. В 1746 году получил в командование шлюп HMS Jamaica. Крейсируя с ним в Канале, взял два французских приватира. В 1747 году стал полным капитаном. 22 июня 1747 года назначен командовать фрегатом HMS Surprise, а вскоре фрегатом HMS Triton.
В 1757 году был капитаном HMS Garland. В ходе Семилетней войны, в 1759 году командовал HMS Portland, в составе эскадры коммодора Роберта Даффа патрулировал бухту Киберон, 20 ноября присутствовал при разгроме французов там же. К концу войны получил в командование 50-пушечный HMS Oxford. В 1770 году, в период Фолклендского кризиса, стал капитаном HMS Terrible.
С 1 ноября 1775 года по 1778 год был назначен в Галифакс (Новая Шотландия) комиссаром от флота. Параллельно с 20 апреля 1776 года по 1778 год исполнял обязанности вице-губернатора Новой Шотландии. Поскольку губернатор Френсис Легг отбыл в Англию в июне, Арбатнот остался старшим администратором колонии. В этом качестве был занят в основном защитой колонии от возможных нападений, но также пытался погасить недовольство и сепаратистские настроения части жителей. Некоторые противники обвиняли его в падкости на любую, даже самую грубую лесть. Видимо, около этого времени был назнан в честь него британский приватир Arbutnot. 23 января 1778 года он стал контр-адмиралом. 17 августа его сменил в должности вице-губернатора Ричард Хьюз, и Арбатнот покинул Галифакс.
19 марта 1779 года Арбатнот стал вице-адмиралом синей эскадры, а 2 мая поднял флаг на HMS Europe. В тот же год был назначен главнокомандующим Североамериканской станцией Вскоре по прибытии к месту службы 25 августа был блокирован в Нью-Йорке французским адмиралом д’Эстеном.
В декабре 1779 года доставлял войска генерала Генри Клинтона для осады Чарльстона (держал флаг на HMS Roebuck) и поддерживал армию в ходе осады. Капитуляция города адресована им обоим. Однако взаимодействие между ними оставляло желать лучшего. Клинтон впоследствии называл его поведение «упрямым».
8 июня 1780 года Арбатнот и Клинтон вернулись из-под Чарльстона в Нью-Йорк, чтобы встретить ожидаемые подкрепления французов. Однако 11 августа те высадились в Род-Айленде. Клинтон считал, что если провести контр-высадку до того, как французы закрепятся, можно вынудить их оставить позицию. Но Арбатнот отказался сотрудничать. 14 сентября без предупреждения вернулся из Вест-Индии адмирал Родни и взял командование в свои руки, несмотря на попытки Арбатнота сохранить самостоятельность.
26 сентября 1780 года Арбатнот стал вице-адмиралом белой эскадры. Прибывший ему на смену в качестве командующего вице-адмирал Грейвз вступил в должность в 1781 году.
16 марта 1781 года Арбатнот командовал эскадрой, у мыса Генри преградившей шевалье Детушу путь в Чесапик. После этого вернулся в Англию. Хотя французы оставили Чесапик побитой британской эскадре, и мыс Генри обернулся своего рода победой, Детуш явно превзошел Арбатнота манёвром, и бой прекратился только из-за больших повреждений с обеих сторон. Родни, вообще мало кого жаловавший похвалой, отозвался о способностях Арбатнота особенно резко.
1 февраля 1793 года по старшинству во флотском списке был произведен в адмиралы синей эскадры. Умер в Лондоне 31 января следующего, 1794 года. После него остались два сына, Джон и Чарльз.